# Premoli
Premoli is een historisch merk van motorfietsen.
De bedrijfsnaam was: Moto Garage Guido Premoli, Varese.
Italiaans merk dat tussen 1935 en 1940 sport- en wedstrijdmachines met 498cc-Rudge-, OMB- en ook eigen 174cc-kopklepmotoren bouwde. Guido Premoli bestuurde de race-versies ook zelf.
Guido Premoli (Ligurno, 1894-31 december 1972) begon als leerling in werkplaatsen in Cantello en kreeg al snel de bijnaam "de onderzoeker". In de jaren twintig opende hij zijn eigen autowerkplaats in Malnate en begon hij ook met auto's te racen. In 1924 won hij de Giro d'Italia voor motorfietsen met een Saroléa en in 1926 won hij de Varese-Campo dei Fiori-race met een 500cc-Ariel.
Aan het einde van de jaren dertig begon hij zijn eigen motorfietsmerk op het stadsplein in Varese. Hij had zes werknemers, waaronder zijn eigen kinderen. Er kwamen al snel racesuccessen met Giuseppe Premoli (geen familie), die meer dan 60 overwinningen boekte. Tot het uitbreken van de Tweede Wereldoorlog werden er vier motorfietsen per maand geproduceerd, wat neerkwam op een totaal van ongeveer 250 stuks. Premoli maakte eigen frames met 175cc-motorblokjes van OMB. Hij deed vooral veel aan het rijwielgedeelte, dat voorzien werd van de beste materialen, zoals Baruffaldi-voorvorken en zadels van Radaelli. Ook kocht hij versnellingsbakken in bij het Britse merk Burman. Hij ontwikkelde een cantilever veersysteem met twee veerelementen onder het zadel. In 1937 volgde een 250cc-model met een kopklepmotor. Na de oorlog keerde het merk niet terug.